# Patrulla Fronteriza Estadounidense (milicia)
La Patrulla Fronteriza Estadounidense o American Border Patrol (llamado en un principio Voice of the Citizens e incluso American Patrol) es una milicia privada y sin relación alguna con la Patrulla Fronteriza de los Estados Unidos, cuya misión principal es la de ayudar a las autoridades con el creciente tráfico de inmigrantes por la frontera sur de los Estados Unidos a "hacer conciencia del público estadounidense con el problema de la migración". Los miembros del grupo usan comúnmente artefactos tecnológicos como drones y cámaras de cacería, investigando, ubicando y reportando a los inmigrantes pero no interviniendo de manera directa, a diferencia de otros grupos fronterizos que operan en el área.

## Trasfondo
Los ataques terroristas del 11 de septiembre de 2001 dieron a los grupos extremistas la oportunidad de explotar el miedo y la ira que suscitaron estos ataques contra los inmigrantes. Grupos racistas como el Consejo de Ciudadanos Conservadores culparon de los ataques a la falta de vigilancia estadounidense contra los inmigrantes. Apenas unos meses después de los ataques, la Alianza Nacional (reconocida organización neonazi) distribuyó volantes en el área de Chicago que presentaban el World Trade Center y la frase "¡Cierre nuestras fronteras!".
En marzo de 2003, varios grupos de supremacistas, tales como Revolución Blanca, el Movimiento Nacionalsocialista, las Naciones Arias, los Caballeros Celtas del KKK y el Movimiento de la Creatividad (antes Iglesia Mundial del Creador), se unieron para realizar una manifestación contra la inmigración. en San Antonio, Texas, para actuar en contra de la "marea de desdichados desechos marrones ilegales que oscurecen constantemente nuestra tierra". Dados estos sentimientos, no soprendió el esfuerzo de extremista por tomar la ley por mano propia y administrar su propia forma de “justicia” en la zona fronteriza de Arizona. Varios grupos extremistas están encabezando un esfuerzo por movilizar a los vigilantes armados para vigilar la frontera de Arizona y detener lo que ven como una "invasión" mexicana. Apelando a los miedos xenófobos y creando una atmósfera amenazante en las comunidades en las que actúan.

### Polémicas
El fundador de la milicia Glenn Spencer es un conocido activista Antiinmigración que ocasionalmente intenta restar importancia a su mensaje extremista al afirmar que no es un racista, aunque varios individuos racistas y antigubernamentales de todo el país han tomado su retórica. Él mismo ha aparecido en eventos patrocinados por supremacistas blancos, por ejemplo en febrero de 2002, Spencer habló en la Conferencia del Renacimiento Estadounidense auspiciada por supremacistas, en Herndon, Virginia.  La conferencia, llamada así por el boletín mensual editado por su fundador supremacista blanco, Jared Taylor, reunió a muchos oradores racistas. Spencer hizo una presentación prediciendo una guerra entre México y Estados Unidos en 2003. “Tenemos en nuestras manos una guerra civil en la frontera mexicana que podría suceder mañana”, dijo Spencer.
La Liga Antidifamación y la Southern Poverty Law Center han acusado a la Patrulla Fronteriza Estadounidense de ser un grupo de odio. Spencer niega categóricamente estas acusaciones. Spencer también es un reconocido teórico de las teorías de conspiración tales como la teoría del gran reemplazo y las Conspiraciones del 11-S.

## Formación
La crisis migratoria en la frontera sur de los Estados Unidos atrajo a varios ideólogos antiinmigrantes que buscan capitalizar la ola de retórica antimexicana en la frontera. Este es el caso de Glenn Spencer de 65 años, director de la Patrulla Fronteriza Estadounidense. Spencer, un pequeño empresario retirado de California, trasladó su grupo abiertamente hispanofobo a Sierra Vista, Arizona, en agosto de 2002 para estar, en sus palabras, "en la primera línea", afirmando que "no se podía hacer nada más por California". El grupo de Spencer alcanzó la reconocimiento por primera vez bajo el nombre Voices of Citizens Together (Voz de los ciudadanos unidos) fundados en Sherman Oaks, California, en 1992, Voices of Citizens Together (Spencer también ha utilizado el nombre American Patrol). Spencer comenzó a organizar reuniones y mítines con residentes de ideas afines y a escribir cartas a los periódicos sobre las presuntas amenazas planteadas por la inmigración.
La retórica de Spencer se apartó drásticamente de la de otros grupos, siendo más extremista contra los hispanos, en particular a los de origen mexicano, sin importar si eran inmigrantes o no. Muchos de sus escritos y comentarios fueron simplemente diatribas refiriendoce como ellos como “mexicanos” (como muchos activistas antihispánicos, Spencer rara vez diferencia entre mexicanos, mexicano-estadounidenses e hispanos en general). En una carta de 1996 a Los Angeles Times, por ejemplo, Spencer dijo que "la cultura mexicana se basa en el engaño". Spencer negó que la carta fuera racista. ABP están a favor de que la información sobre la inmigración ilegal esté disponible para el público, justificando que temen sobre todo, una pérdida de la cultura anglosajona. En 1995, Spencer afirmó que “estamos reaccionando hoy a una invasión de los Estados Unidos y, a mi juicio, una subversión no solo de la cultura de los Estados Unidos, con una incapacidad para asimilar a estas personas, sino posiblemente una subversión de nuestro sistema político". Dos años más tarde, Spencer le dijo a un periodista que "a menos que detengamos [la inmigración mexicana], perderemos el control de nuestra cultura y, finalmente, nuestra cultura política en el suroeste". Durante más de una década, el grupo de Spencer ha advertido sobre un plan de los mexicanos para "invadir" y "conquistar" el suroeste de Estados Unidos.

## Historia e Ideología
Spencer afirma haber probado su teoría de la conspiración de que el gobierno mexicano está "patrocinando la invasión de Estados Unidos con intención hostil" en un documental llamado "Conquista de Aztlán". Las ventas de la serie de documentales y videos de Spencer "Bonds of Our Union", junto con las apelaciones a su lista de correo de 26,000 personas, ayudan a cubrir los costos de organización. También operaba un sitio web y presenta un programa de radio semanal. Spencer combina la intolerancia antimexicana con la retórica antigubernamental para aprovechar temores profundamente arraigados y alentar a los ciudadanos a tomar la ley en sus propias manos. Ha afirmado que el Servicio de Inmigración y Naturalización (INS) "está trabajando contra el pueblo estadounidense y lo hemos dicho una y otra vez". Los estadounidenses, según Spencer, “están empezando a darse cuenta de que teníamos razón desde el principio". Aunque Spencer ahora opera en Arizona, afirma que su grupo nunca ha estado patrullando la frontera entre Arizona y México. Sin embargo, admite que su grupo ha "acompañado a otros" en la patrulla
Spencer dice que los miembros de su grupo nunca han detenido a nadie a punta de pistola ni amenazado con disparar a nadie. Según Spencer, el grupo no porta "armas de alto poder". A pesar de las afirmaciones de Spencer, ha sido amigo y aliado de Roger Barnett, un ganadero de Cochise, Arizona, cuyas controvertidas actividades han atraído la atención y la preocupación. Barnett, miembro del grupo de Spencer y ex ayudante del alguacil del condado de Cochise que más tarde inició un negocio de remolque, ha recibido considerable publicidad por sus enfrentamientos con inmigrantes mexicanos. Un boletín de seguridad para oficiales del Departamento de Justicia de octubre de 2000 alertó a los agentes de la ley que Barnett y su hermano Don, “generalmente armados con pistolas y rifles de asalto, han capturado a más de 1000 "intrusos ilegales", reteniéndolos contra su voluntad hasta que los agentes de la Patrulla Fronteriza llegando a tomar la custodia de ellos". Además Spencer y Barnett vigilan las cercanías de su rancho de 22 000 acres en Douglas, Arizona, a solo dos millas al norte de la frontera
En noviembre de 1999, los hermanos detuvieron a siete inmigrantes a punta de pistola al este de la autopista 80 en las afueras de Douglas. Cargaron al grupo, seis hombres y una mujer, en la parte trasera de su camioneta y los llevaron a un agente de la Patrulla Fronteriza. Barnett dice que si Estados Unidos continúa permitiendo que "esta gente los atropelle, se van a apoderar de este país".